# アフラック生命保険
アフラック生命保険株式会社（アフラックせいめいほけん、英語: Aflac Life Insurance Japan Ltd.）は、がん保険や医療保険などを販売する生命保険会社である。保険持株会社であるアフラック・ホールディングス・エルエルシー（Aflac Holdings LLC、本社：ジョージア州コロンバス市）を介し、持株会社であるアフラック・インコーポレッド（Aflac Incorporated、本社：ジョージア州コロンバス市、NYSE：AFL）の子会社。
2005年から対外的な通称を「Aflac（アフラック）」に統一し、企業ロゴも変更となった。現在は日本でも広告など「アフラック」の呼称に統一されている。それ以前はアメリカンファミリー生命と名乗る事が多く、ロゴにも同様の記載があった。
2018年4月2日、日本法人化しアフラック生命保険株式会社として営業を開始。2018年4月1日以前は、日本における支店として、「アメリカン ファミリー ライフ アシュアランス カンパニー オブ コロンバス（日本支店）」を正式名称とし、金融庁の免許登録などや銀行取引、従業員の社会保険や厚生年金などの公的な面では同名称を使用していた。またパンフレット、ホームページなどでは、「オブ コロンバス」を抜いた部分のほぼ直訳であるアメリカンファミリー生命保険会社の呼称を使っていた。
2024年5月15日、日本で郵便事業などを展開している日本郵政による米国本社の議決権が20%に上昇し、同社の持分法適用会社になった。
なお、日本国内において、同業のアリコジャパンがメットライフ生命保険（当初はメットライフアリコ生命保険）となる以前は、アフラックとは全く無関係であるにもかかわらず、しばしばかつてアリコが属していたAIGグループ企業と勘違いされる事が多かったが、現在ではほとんどなくなった。

## 概要
アフラックは1955年、エイモス家の3兄弟（ジョン、ポール、ウィリアムズ）により米国ジョージア州コロンバスで創業した。創業当時は、小口の生命保険を訪問販売しており、度重なる経営難を経験しながらも、他社と差別化すべく、1958年に世界初の〈がん保険〉を開発したものの、しばらくは生活者の関心は高くなかった。1964年、3兄弟の父親が1年間のがん闘病の末に他界。がん闘病の大変さを知り、以降、がん保険に事業を特化していった。

## 地域別売上比率
米国や日本で補足的な保険を提供しており、地域別売上比率（2023年）は、調整後売上高ベースで日本が60％、米国が37％である。
| 地域別売上比率 | 日本 | 米国 |
| -------------- | ---- | ---- |
| ※2023年        | 60％ | 37％ |

## 日本における営業
同社の社史によれば、大阪万博で来日した創業者長男のジョン・B・エイモスが、風邪予防の為にマスクをしていた多くの日本人から、衛生に対する意識の高さを感受して、日本市場への参入を決意したとある。後に大蔵省出身の福田赳夫、大東亜省出身であり当時の「金融界のフィクサー」であった常盤橋経済研究所の大橋薫を動かして大蔵省に認可を取り付け、日本支社長（日本における代表者）となる大竹美喜や松井秀文らの経営参画を経て、1974年（昭和49年）に「がん保険」を日本に引き下げて事業を開始した。なお、日本進出を図るに当っては現地法人方式ではなく、過去のアリコジャパン（メットライフの傘下に入りメットライフアリコとなった後に日本法人化）などと同様に米国本社の日本支店（外国会社）として参入。2018年4月2日に日本法人として営業を開始。
日本には1974年に進出し、国内初の「がん保険」の認可を受けて、販売を開始した。1995年には、「日米保険協議」が再開され、米財務長官が第３分野への国内保険大手の参入反対を表明した。このため、2001年に第三分野保険市場が完全自由化されるまでは、事実上の独占状態であった。

### 代表取締役
- 会長：チャールズ・レイク
- 社長：古出 眞敏（こいで まさとし）

### 沿革
- 1974年10月 - 日本における事業免許（日本支店）を取得
- 1974年11月 - 〈がん保険〉を販売開始
- 1978年9月 - 〈新がん保険〉を発売
- 1983年3月 - 全国法人会総連合（現 公益財団法人全国法人会総連合）の福利厚生制度として、がん保険の集団取扱協定を締結
- 1985年1月 - 世界初の〈痴ほう介護保険〉を発売
- 1990年7月 - 〈スーパーがん保険〉を発売
- 1995年7月 - 〈スーパー医療保険〉を発売
- 1995年12月 - 「公益信託アフラックがん遺児奨学基金」を設立
- 1998年4月 - 全都道府県での支社設置を完了
- 2000年12月 - 〈21世紀がん保険〉〈新・健康応援団MAX〉を発売
- 2001年2月 - 「アフラックペアレンツハウス亀戸」がオープン
- 2001年3月 - 第一生命保険相互会社（現 第一生命保険株式会社）との業務提携を開始
- 2001年4月 - 〈生きるための終身医療保険〉を発売
- 2002年2月 - 〈一生いっしょの医療保険 EVER〉発売
- 2004年12月 - 「アフラックペアレンツハウス浅草橋」がオープン
- 2005年4月 - 新たなブランドマークを採用、ブランドプロミスを策定
- 2005年9月 - 「Asia Insurance Industry Award」で『年間最優秀生命保険会社賞』を受賞
- 2005年9月 - 第2回「朝日 企業市民賞」を受賞[11]
- 2006年1月 - 〈未来の自分が決める保険 WAYS（ウェイズ）〉を発売
- 2007年4月 - 次世代育成支援企業としての認定（くるみん）をはじめて取得
- 2007年8月 - 〈引受基準緩和型医療保険 やさしいEVER〉を発売
- 2007年9月 - 〈アフラックのがん保険f（フォルテ）〉を発売
- 2008年10月 - 郵便局株式会社（現 日本郵便株式会社）がアフラックのがん保険を販売開始
- 2009年3月 - 〈アフラックの夢みるこどもの学資保険〉〈家族に毎月届く生命保険GIFT（ギフト）〉を発売
- 2009年8月 - 〈もっと頼れる医療保険 新EVER〉を発売
- 2009年10月 - 個人保険・個人年金保険の合計保有契約件数が2000万件に到達
- 2010年1月 - 「アフラックペアレンツハウス大阪」がオープン
- 2010年6月 - 〈健康に不安がある人も入りやすい医療保険 新やさしいEVER〉を発売
- 2010年7月 - 苦情対応に関する国際規格「ISO10002」への適合を宣言
- 2010年12月 - 47都道府県とのがん対策推進に関する提携が完了
- 2010年12月 - 第8回「企業フィランソロピー大賞」を受賞[12]
- 2011年3月 - 〈生きるためのがん保険 Days（デイズ）〉発売開始
- 2011年3月 - 東日本大震災への復興支援プロジェクト「“We Are One Family”活動」を開始
- 2011年8月 - 公式Facebookページを開設
- 2012年1月 - 〈もっと頼れる医療保険 新EVER〉をリニューアル発売
- 2012年7月 - 〈もっとやさしいEVER〉を発売
- 2012年8月 - 独立行政法人国立がん研究センターとがん情報の普及啓発に関する協定を締結
- 2013年1月 - 公益財団法人がん研究会とがん情報の普及啓発に関する協定を締結
- 2013年7月 - 日本郵政株式会社との業務提携に基本合意
- 2013年8月 - 〈ちゃんと応える医療保険EVER〉発売開始
- 2013年10月 - 〈アフラック小児がん経験者・がん遺児奨学金制度〉を設立
- 2013年12月 - 大同生命保険株式会社がアフラックのがん保険を販売開始
- 2014年7月 - 株式会社かんぽ生命がアフラックのがん保険を販売開始
- 2014年9月 - 〈新 生きるためのがん保険 Days（デイズ）〉発売開始
- 2015年3月 - 「平成26年度ダイバーシティ経営企業100選」を受賞[13]
- 2015年5月 - がん保険の累計支払件数が300万件に到達
- 2015年7月 - アフラックペアレンツハウスが「第9回キッズデザイン賞」を受賞[14]
- 2016年3月 - 〈ちゃんと応える医療保険 やさしいEVER〉〈生きるためのがん保険 寄りそうDays〉を発売
- 2016年7月 - 女性活躍推進法に基づく優良企業認定マーク「えるぼし」を取得
- 2016年7月 - 〈病気やケガで働けなくなったときの給与サポート保険〉発売開始
- 2016年12月 - コンタクトセンター業務の国際基準品質保証規格「COPC CSP規格」を取得[15]
- 2017年2月 - 東京都のがん対策事業で「優良賞」を受賞[16]
- 2017年7月 - 株式会社日立製作所と、がんの早期発見・早期治療社会をめざした協創を開始
- 2018年1月 - アフラック・アセット・マネジメント株式会社への資産運用業務の一部委託を開始
- 2018年4月 - アフラック生命保険株式会社として営業を開始
- 2018年4月 - 〈生きるためのがん保険Days1〉を発売
- 2018年4月 - 「アフラック仙台コールセンター」を開設
- 2018年4月 - 企業内保育所「アフラック あひるひだまり保育園」を開設
- 2018年8月 - 「アフラック・イノベーション・ラボ」を開設
- 2018年10月 - 〈アフラックの健康応援医療保険〉を発売
- 2018年12月 - 日本郵政株式会社と「資本関係に基づく戦略提携」を締結
- 2019年2月 - アフラック・イノベーション・パートナーズ合同会社を設立
- 2019年3月 - 次世代育成支援企業の認定「プラチナくるみん認定」を取得
- 2020年4月 - 〈生きるためのがん保険Days1 ALL-in〉を発売
- 2021年1月 - 〈医療保険 EVER Prime〉を発売
- 2021年9月 - 〈アフラックのしっかり頼れる介護保険〉を発売
- 2022年3月 - 〈アフラックの休職保険〉を発売
- 2022年8月 - 〈「生きる」を創るがん保険 WINGS〉を発売
- 2023年1月 - 「アフラックのよりそうがん相談サポート」を提供
- 2023年9月 - 〈手軽に備える医療保険 EVERシンプル〉を発売

### 不祥事
2005年10月後半、各生命保険会社から相次いで保険金および給付金の不当不払いが発表され、同年10月28日には同社から45件、金額にして961万円の不当な不払いがあったことが発表された。
2007年には、生命保険業界で不当不払い問題が新たに発覚し始めたため、同年2月1日に金融庁が日本の全生命保険会社（38社）に対して、2001年～2005年の5年間における不払いの実態調査を命令。同社はこれを受け同年4月13日に調査結果を発表した。これによると、合計で19,169件、金額にしておよそ19億円もの数が新たに不適切な不払い事案に該当していたことが判明した。なお、この調査結果は調査期日に間に合わせた中途結果であるので、この数値は確定的なものではない（今後、不払い件数や金額が増加する可能性がある）。
2007年7月26日、同社のある代理店の社員が所持していた携帯型パソコンが盗難にあったと発表。このパソコンには、15万2,758人分、20万4,716件分の顧客情報（契約内容、住所、氏名、生年月日など）が記録されており、保険業界では過去最大の紛失件数となった。なお、個人情報漏洩および悪用などの懸念される問題について、同社は顧客データ自体は暗号化されており、さらにパソコン起動用およびデータ復号用でパスワードが別に施されているなどセキュリティ対策を施してあることを理由に、第三者による顧客情報の閲覧や悪用は困難であるという見解を示している。
2010年10月22日、同社の代理店であるいずみライフデザイナーズ株式会社において、お客様情報を記録したCD-Rが所在不明になっていると発表。当該CDには30,555人分の顧客情報が記憶されていたとのこと。なお、CDにはパスワードが設定されていた。
2023年5月2日、約款には載っていない理由で給付を断っていたことが報道された（後日、不支給は撤回された）。

### 主力商品
生きるためのがん保険 Days
働き盛り世代におけるがん罹患者の増加や、より有効で高額な治療技術の登場といった医療環境の変化を踏まえ、入院や通院、三大治療（手術・放射線治療・抗がん剤治療）等に対する保障に加え、QOLの向上及び治療費以外の経済的負担等にも対応した、充実した保障を合理的に備えることを目的としたがん保険。
新EVER
近年の医療の実態やライフステージごとのリスクに合わせて幅広い保障に備えることができる医療保険。 短期入院や三大疾病（がん・急性心筋梗塞・脳卒中）、女性特有の疾病を手厚く保障する特約などに加え、2019年1月に中高齢層のニーズが高い介護・認知症のための特約や働き盛りの世代のニーズが高い病気・ケガで働けなくなったときのための特約を発売。併せて特約中途付加の取り扱いについても拡大し、ライフステージごとの必要保障の変化に柔軟に対応できる医療保険へと進化。2019年6月に「特別保険料率に関する特則」を導入。
病気やケガで働けなくなったときの 給与サポート保険
病気やケガで働けなくなった際、毎月の給料のように給付金を受け取ることにより、収入減少に伴うさまざまな経済的困難を軽減することができる商品。 入院または所定の在宅療養で働けない場合を保障。また、働けなくなったときの公的保障（傷病手当金、障害年金など）を踏まえ、「短期回復支援給付金」と「長期療養支援給付金」の保障額をそれぞれ1万円単位で設定でき、無駄のない保障を準備することを目的としている。

### その他
柏レイソルの公式戦用ユニホームのスポンサーである。

## 広告・宣伝活動
米国本社では2000年にCMキャラクターとしてアフラックダックが登場した。日本では2001年の「Aflacケガの保険」発売開始に伴いテレビCM・商品パンフレットに登場。ジェットコースターに乗ったアフラックダックが災難に遭いそうになるブラックユーモアテイストの米国本社のCMを半ば流用（輸入）した形であったが、2003年から日本向けに収録・製作されたCM・広告が大々的に展開されている。このCMシリーズは数多くのニュース番組やバラエティショーの話題として2007年まで時折取り上げられたほか、効果を上げた広告に贈られるエフィー賞を受賞するなど、米国では話題のCMのひとつとなっている。なおCMに出演しているアヒルはロボットと本物を使い分けている。
2009年8月から、日本オリジナルのコマーシャルとしてアヒルと猫が一緒に登場する「まねきねこダック」が使われている。従来のパペットを使ったコマーシャルと、アヒルと猫をミックスしたキャラクターのアニメーションを使用したコマーシャルが併用されている。
また、2013年度には日本市場向けに毒舌ダークヒーローとして黒鳥（こくちょう）の新キャラクター「ブラックスワン」（声：有吉弘行）を新たに登場させている。尚、前者のアフラックダックが「アフラック（社名略称）」等としか発しないのに対し、同キャラクターは日本語を流暢に話すという設定。また実写CMでは「ブラックスワンがちょっかい出して後に出てくるアフラックダックにいじられる」といったストーリー展開となっている。2017年度からはブラックスワンの子供達「ひよっこスワン」も登場している。
コマーシャルソング
2006年10月1日から放映されているコマーシャルソング「アヒルのワルツ」（歌：マユミーヌ）は当初、USENのプロモーション用のCDとして音源化されたが、好評につき2007年2月21日にポニーキャニオンからCDが一般発売された。
「まねきねこダック」のコマーシャルソング・「まねきねこダックの歌」も2009年に発売された。また、別のレコード会社へ移籍したばかりの未成年（※放映当時）お笑いコンビ・まえだまえだによる「まねきねこダックXのテーマ」も2012年2月に発売されている。
「新やさしいEVER」のコマーシャルソング「持病の歌」は、2010年に北村総一朗、小野武彦、斉藤暁によるユニット「トリオ197」によって歌われ、着うたフルで発売された。CMではその後、歌い手が徳光和夫に変更された。2013年5月20日には仲本工事が「持病の歌〜ぼくには夢がある 希望がある〜」の曲名で着うた・着うたフルで配信。同年7月3日にはCDで発売した。

### コマーシャル出演者

#### 現在
- 戸田恵梨香（2024年 - ）「ツミタス」
- 柄本佑（2024年 - ）-「REASON」[27]
- 多部未華子（2025年 - ）-「あなたによりそう保険 ミライト」
- 富田靖子（2025年 - ）-「あなたによりそう保険 ミライト」
- 渡辺大知（2025年 - ）-「あなたによりそう保険 ミライト」
- 岸谷五朗（2025年 - ）-「あなたによりそう保険 ミライト」
- 寺脇康文（2025年 - ）-「あなたによりそう保険 ミライト」

#### 過去
- 柳葉敏郎
- 櫻井翔（2011年 - 2024年3月）「櫻井翔の取材ノート シリーズ」他
- 本田翼（2013年 - 2017年）-「ちゃんと応える医療保険EVER」
- 有吉弘行（2013年 - 2017年）「ちゃんと応える医療保険EVER」- ブラックスワンの声も担当。
- ダチョウ倶楽部（2015年）- 「ちゃんと応える医療保険EVER」
- 宮迫博之（2015年 - 2017年）- 宮迫自身の不祥事に伴うもの。2017年8月まで[28]
- つんく♂（2016年）- 「櫻井翔の取材ノート シリーズ」
- 渡辺直美（2016年 - 2020年）-「給与サポート保険」
- 西島秀俊（2016年 - 2020年）-「給与サポート保険」
- 斎藤司（2016年）- 「給与サポート保険」
- 松岡茉優（2017年 - 2018年）- 「ちゃんと応える医療保険EVER」
- 野村周平（2017年）- 「不老不死の男 シリーズ」
- 加藤諒（2017年）- 「不老不死の男 シリーズ」
- 橋本環奈（2018年 - 2019年）- 「健康保険医療保険」
- 田中圭（2018年 - 2019年）- 「健康保険医療保険」
- 吉沢亮（2019年 - 2024年）-「医療保険 EVERシンプル」
- 原口文仁（2020年）- 「櫻井翔の取材ノート シリーズ」
- 吉田羊（2021年）- 「アフラックのしっかり頼れる介護保険」
- 奥平大兼（2021年）- 「アフラックのしっかり頼れる介護保険」
- 飯尾和樹（2022年）「『生きる』を創るがん保険 WINGS プラス」
- 笑福亭鶴瓶（2022年 - 2025年）-「アフラックの休職保険」「『生きる』を創るがん保険 WINGS プラス」
- 中村倫也（2022年） - 「アフラックの休職保険」
- 夏帆（2022年） - 「アフラックの休職保険」
- 小池栄子（2022年 - 2024年）- 「『生きる』を創るがん保険 WINGS」
- 尾美としのり（2022年 - 2024年）-「『生きる』を創るがん保険 WINGS」
- 奥貫薫（2022年 - 2024年）-「『生きる』を創るがん保険 WINGS」
- 鈴木浩介（2022年 - 2024年）- 「『生きる』を作るがん保険 WINGS」
- 中井美穂（2023年 - 2025年）-「『生きる』を創るがん保険 WINGS プラス」
- ちびまる子ちゃん（2023年 - 2024年）- 「医療保険 EVERシンプル」
- 野間口徹（2024年）- 「医療保険 EVERシンプル」
- 松雪泰子（2024年）-「『生きる』を創るがん保険 WINGS」
- 塚地武雅（2024年）-「『生きる』を創るがん保険 WINGS
- 藤木直人（2024年 - 2025年）- 「『生きる』を創るがん保険 WINGS プラス」
- 葵わかな（2024年 - 2025年）- 「『生きる』を創るがん保険 WINGS プラス」

他多数

### CM提供番組
※2023年10月現在
- マツコの知らない世界（TBS 火曜20:57 - 22:00）
- 1億人の大質問!?笑ってコラえて!（日本テレビ 水曜20:00 - 21:00）
- 生きるを伝える（テレビ東京 土曜20:54 - 21:00）
- 土曜プレミアム （フジテレビ 土曜21:00 - 23:10）

### 過去
- TBS火曜9時枠の連続ドラマ（TBS）
- 情報スペースJ（TBS）
- 世界!超マネー研究所（日本テレビ）
- トリビアの泉～素晴らしきムダ知識～（フジテレビ）
- 奇跡体験!アンビリバボー（フジテレビ）
- ザ!鉄腕!DASH!!（日本テレビ）
- 嵐にしやがれ（日本テレビ）
- とんねるずのみなさんのおかげでした（フジテレビ）
- 金曜ロードSHOW!（日本テレビ）
- 櫻井・有吉 THE夜会（TBS）
- 世界一受けたい授業（日本テレビ）
- 10万円でできるかな（テレビ朝日）
- バナナマンのせっかくグルメ!!（TBS）